# Alpaida schneblei
Alpaida schneblei är en spindelart som beskrevs av Levi 1988. Alpaida schneblei ingår i släktet Alpaida och familjen hjulspindlar.
Artens utbredningsområde är Colombia. Inga underarter finns listade i Catalogue of Life.